# Duitse Rijksdagverkiezingen 1920
De Rijksdagverkiezingen van 1920 vonden op 6 juni 1920 plaats en waren de eerste rijksdagverkiezingen ten tijde van de Weimarrepubliek (voor de verkiezing van de grondwetgevende Nationale Vergadering van Weimar in 1919 → Verkiezing van de Nationale Vergadering van Weimar). Stemgerechtigd waren alle Duitse mannen en vrouwen van 20 jaar en ouder. De Sociaaldemocratische Partij van Duitsland (Sozialdemokratische Partei Deutschlands) leed een fikse nederlaag en verloor 50 zetels ten opzichte van 1919. Burgerlijke linkse en gematigde partijen als de Duitse Centrumpartij (Deutsche Zentrumspartei) en de Duitse Democratische Partij (Deutsche Demokratische Partei) behoorden evenals de SPD tot de verliezers en moesten flink wat zetels inleveren. Grote winnaar waren de linkse afsplitsing van de SPD, de Onafhankelijke Sociaaldemocratische Partij van Duitsland (Unabhängige Sozialdemokratische Partei Deutschlands) en de rechts-burgerlijke partijen DNVP en DVP.

## Kaart

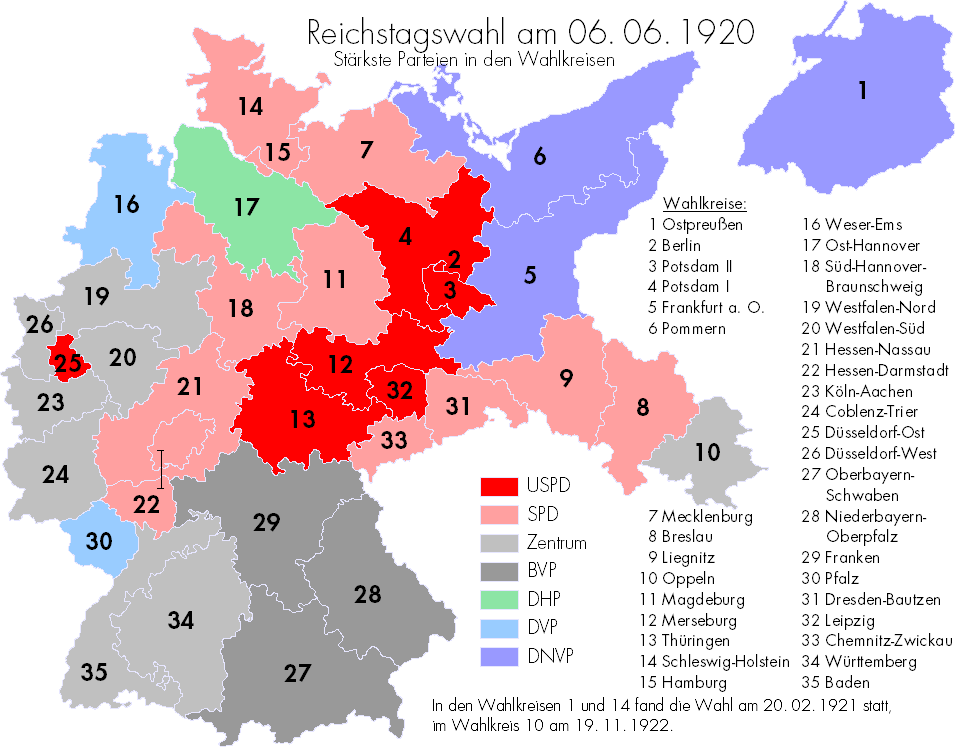

## Uitslag
| Partij | %     | zetels    |
| --- | ----- | --------- |
| Sociaaldemocratische Partij van Duitsland (Sozialdemokratische Partei Deutschlands)                            | 21,7% | 103 (-60) |
| Onafhankelijke Sociaaldemocratische Partij van Duitsland (Unabhängige Sozialdemokratische Partei Deutschlands) | 17.6% | 83 (+61)  |
| Duitse Nationale Volkspartij (Deutschnationale Volkspartei)                                                    | 15.1% | 71 (+27)  |
| Duitse Volkspartij (Deutsche Volkspartei)                                                                      | 13,9% | 65 (+46)  |
| Centrumpartij (Zentrumspartei)                                                                                 | 13,6% | 64 (-27)  |
| Duitse Democratische Partij (Deutsche Demokratische Partei)                                                    | 8,3%  | 39 (-46)  |
| Beierse Volkspartij (Bayerischer Volkspartei)                                                                  | 4,4%  | 20 (-)    |
| Communistische Partij van Duitsland - Spartacusbond (Kommunistische Partei Deutschlands - Spartakusbund)       | 2,1%  | 4 (-)     |
| Duits-Hannoveraanse Partij (Deutsch-Hannoversche Partei)                                                       | 1,1%  | 5 (+4)    |
| Beierse Boerenbond (Bayerischer Bauernbund)                                                                    | 0,8%  | 4 (0)     |
| Christelijke Volkspartij (Christliche Volkspartei)                                                             | 0,3%  | 1 (-)     |
| Overigen | 0,9%  | 0 (-)     |
| Bron: dhm.de                                                                                                   |       |           |
| Totaal | 100%  | 466       |